# Фридлендер, Фридрих
Фридрих Фридлендер, позже Фридрих Риттер фон Фридлендер-Мальгейм (нем. Friedrich Friedländer; 10 января 1825, Углиржске-Яновице, Австрийская империя — 13 июня 1901, Вена) — чешско-австрийский художник. Видный представитель Дюссельдорфской художественной школы. Отец художника Альфреда Фридлендера (1860—1933)

## Биография
Учился в Венской академии изобразительных искусств, позже продолжил обучение под руководством профессора Фердинанда Георга Вальдмюллера.
С целью изучения работ известных мастеров живописи в 1850 году совершил поездку в Италию, затем в 1852 в Дюссельдорф и, наконец, в Париж.
С 1866 года — член Венской академии, в 1865 году был удостоен Императорского австрийского ордена Франца Иосифа и ордена Заслуг Святого Михаила. В 1867 году получил золотую медаль с короной за заслуги.
Учитывая его заслуги перед Австрией, был возведен в дворянство с титулом «Фон Мальгейм».

## Творчество
В начале своего творчества писал исторические картины. Подлинной сенсацией стало его полотно «Смерть Тассо». После 1854 года создавал исключительно жанровые картины, главным образом, из жизни военных и городских сцен Вены. Хорошо известны его картины из швабской народной жизни. Многие из его картин находятся сейчас в коллекции Императорской галереи в Вене.

Из произведений Фридлендера, отличающихся тонкой характеристикой представленных лиц и положений, проникнутых теплым чувством или здоровым юмором, наиболее известны: «Новый товарищ» «Поимка поджигателя на месте преступления» (удачнейшая из всех картин художника), «Продавцы земляники», «Политики», «У ювелира», «Церковный праздник в Мариабрунне», «Усыновленный ребенок», «Признание в любви», «Инвалид, играющий на цитре», «Инвалиды, занятые поправкой часов», «Раскаяние дочери» и некоторые др.
— Фридлендер, Фридрих // Энциклопедический словарь Брокгауза и Ефрона : в 86 т. (82 т. и 4 доп.). — СПб., 1890—1907.

## Галерея

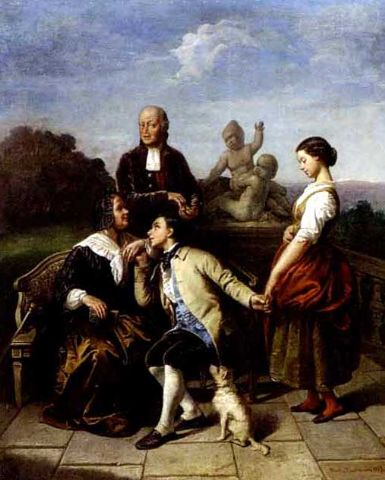
Юноша с невестой в парке, 1857
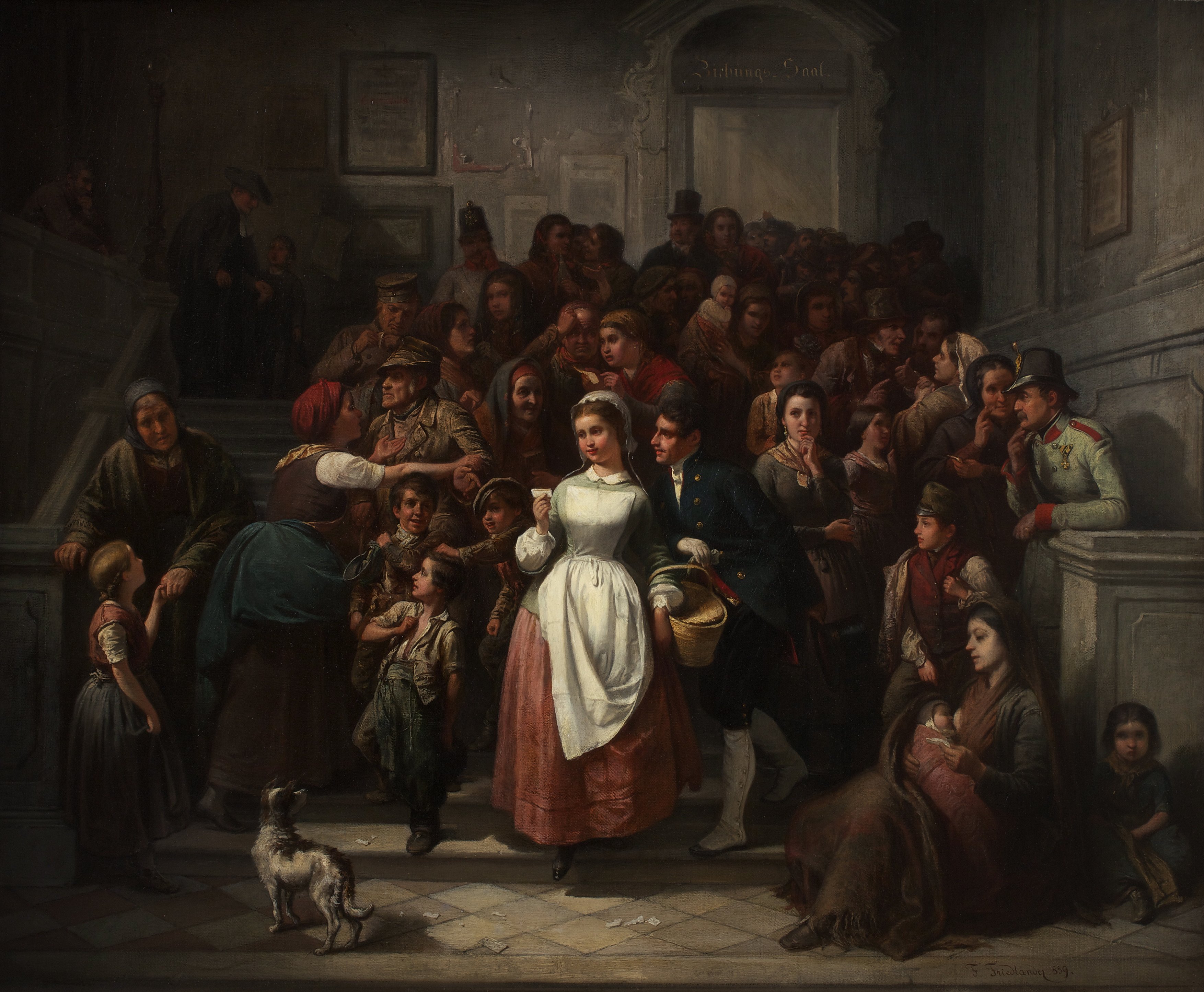
После розыгрыша лотереи, 1859
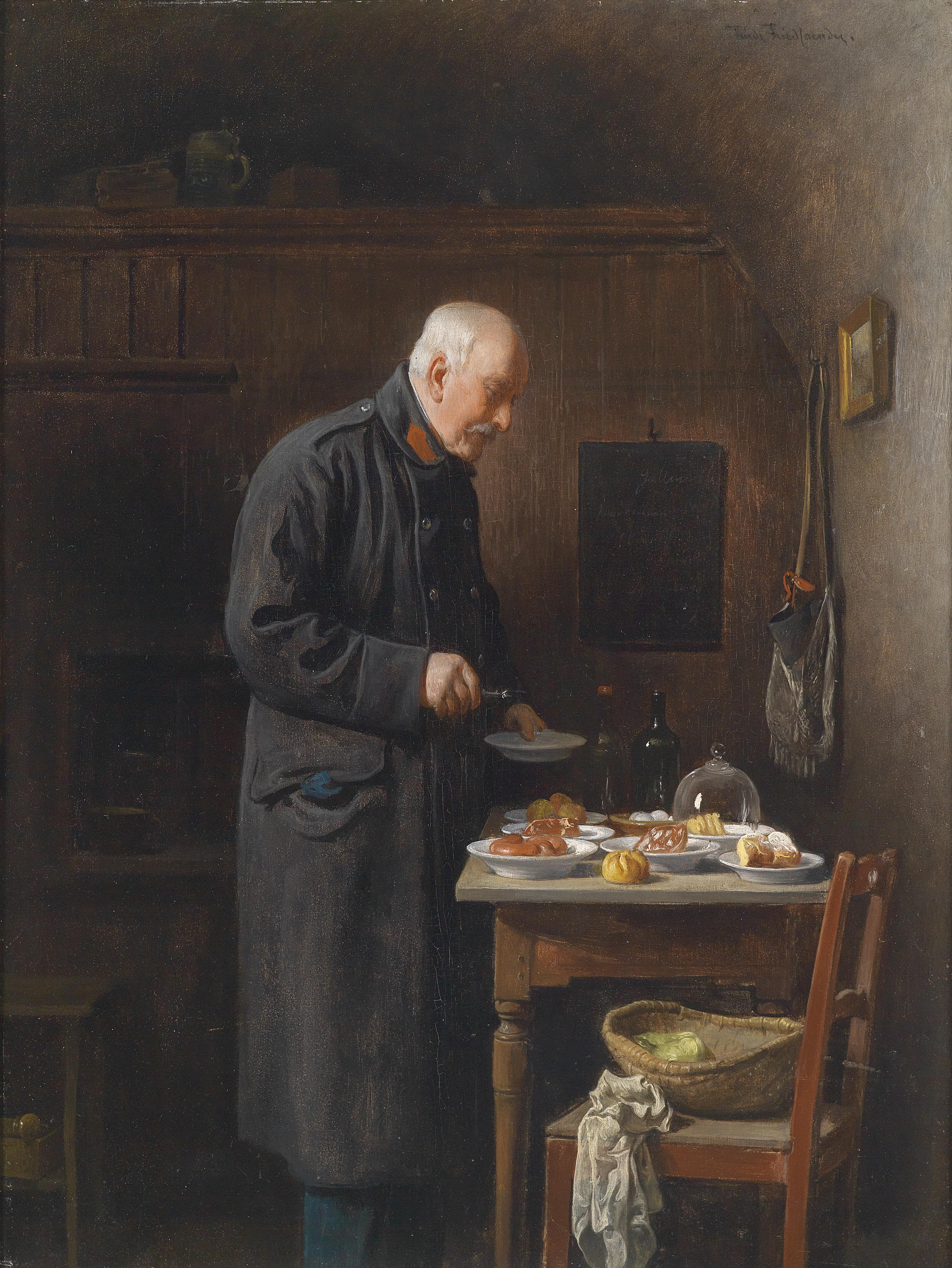
Сложный выбор
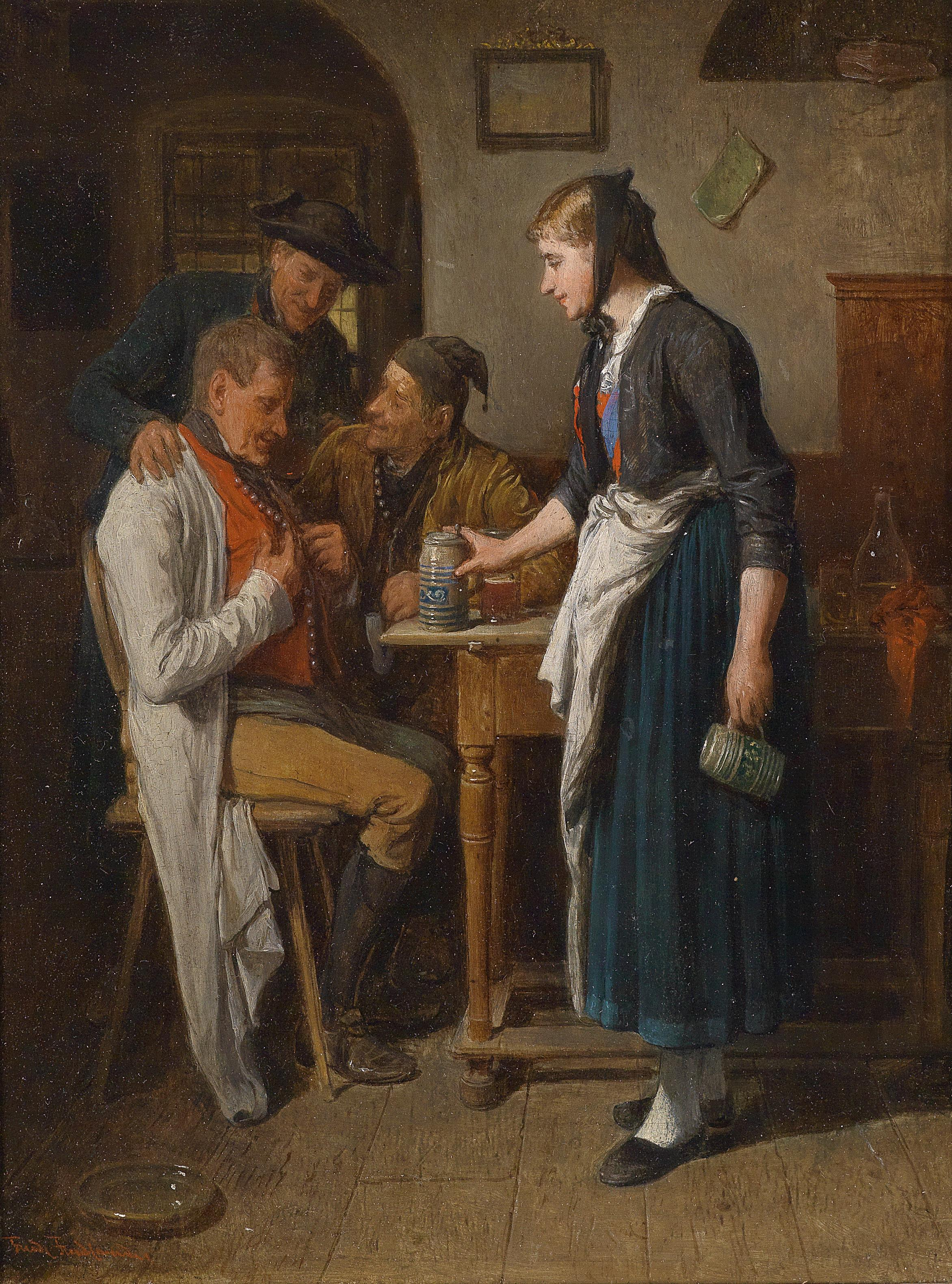
Новая официантка
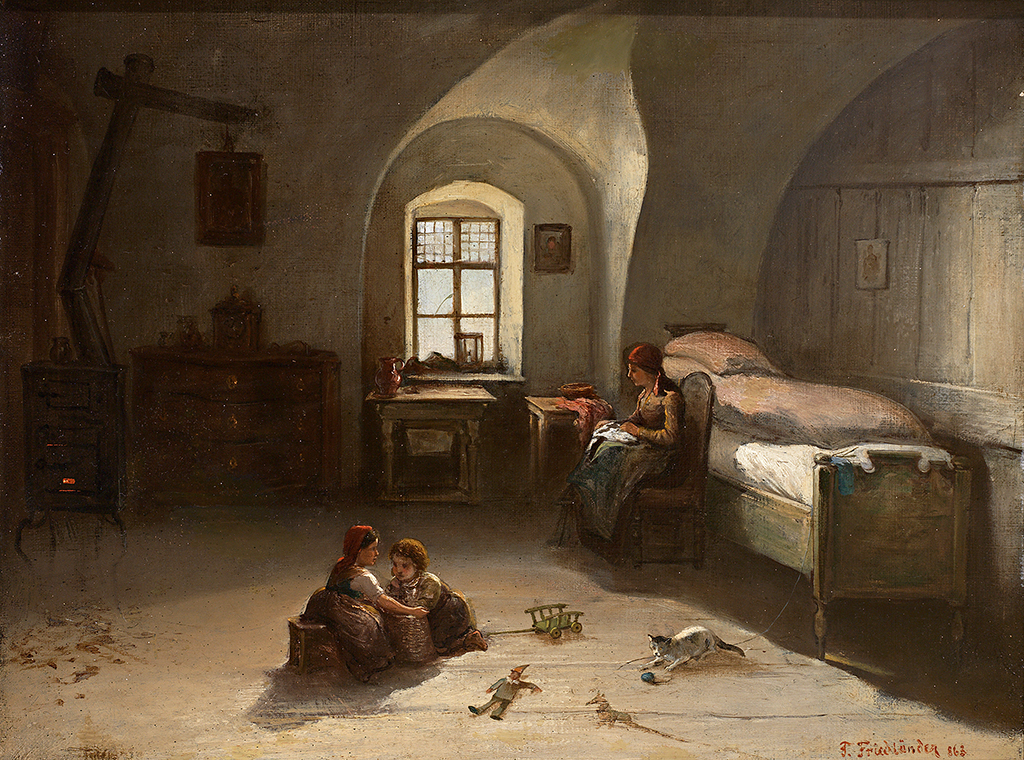
Интерьер комнаты
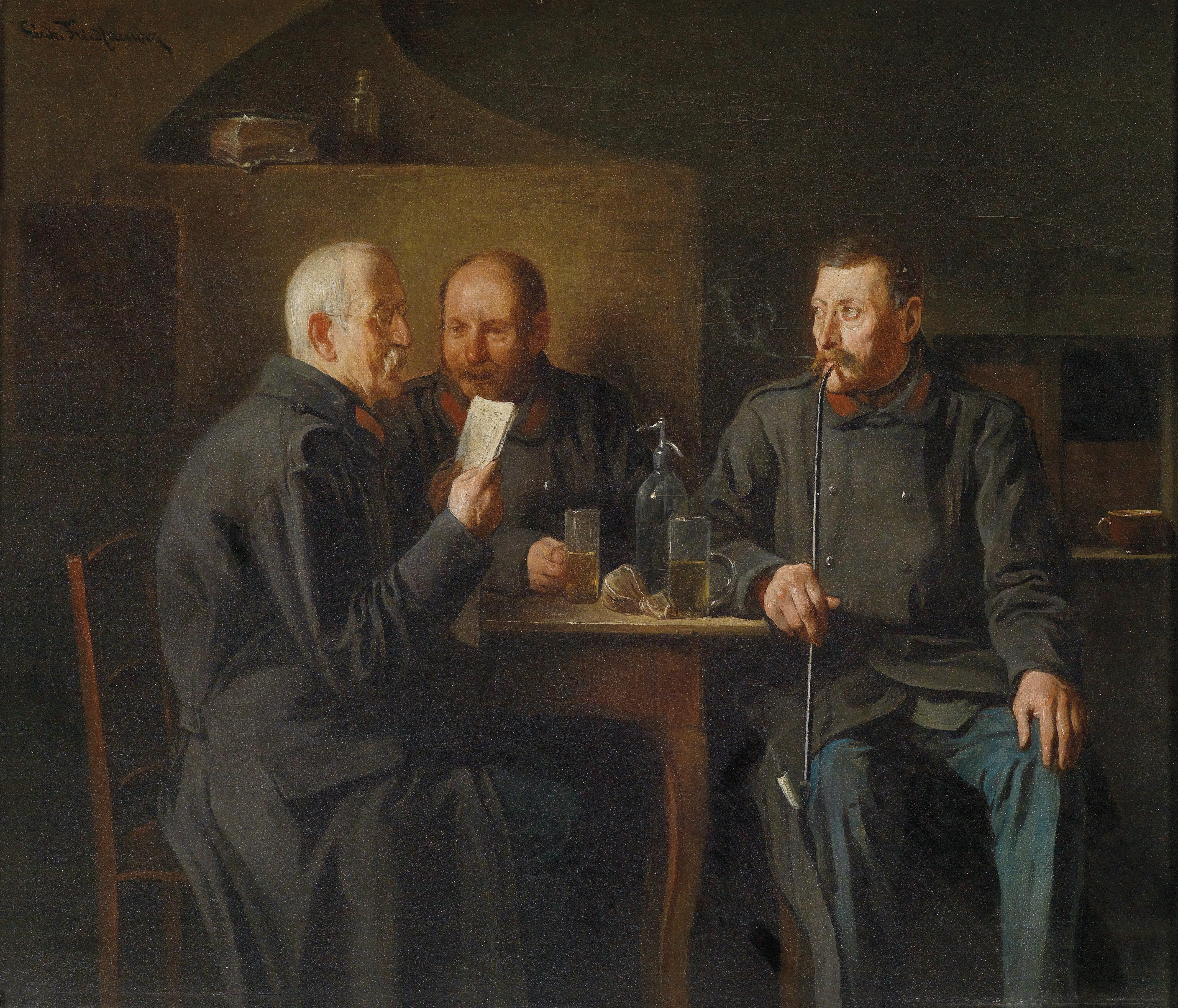
Разговор ветеранов
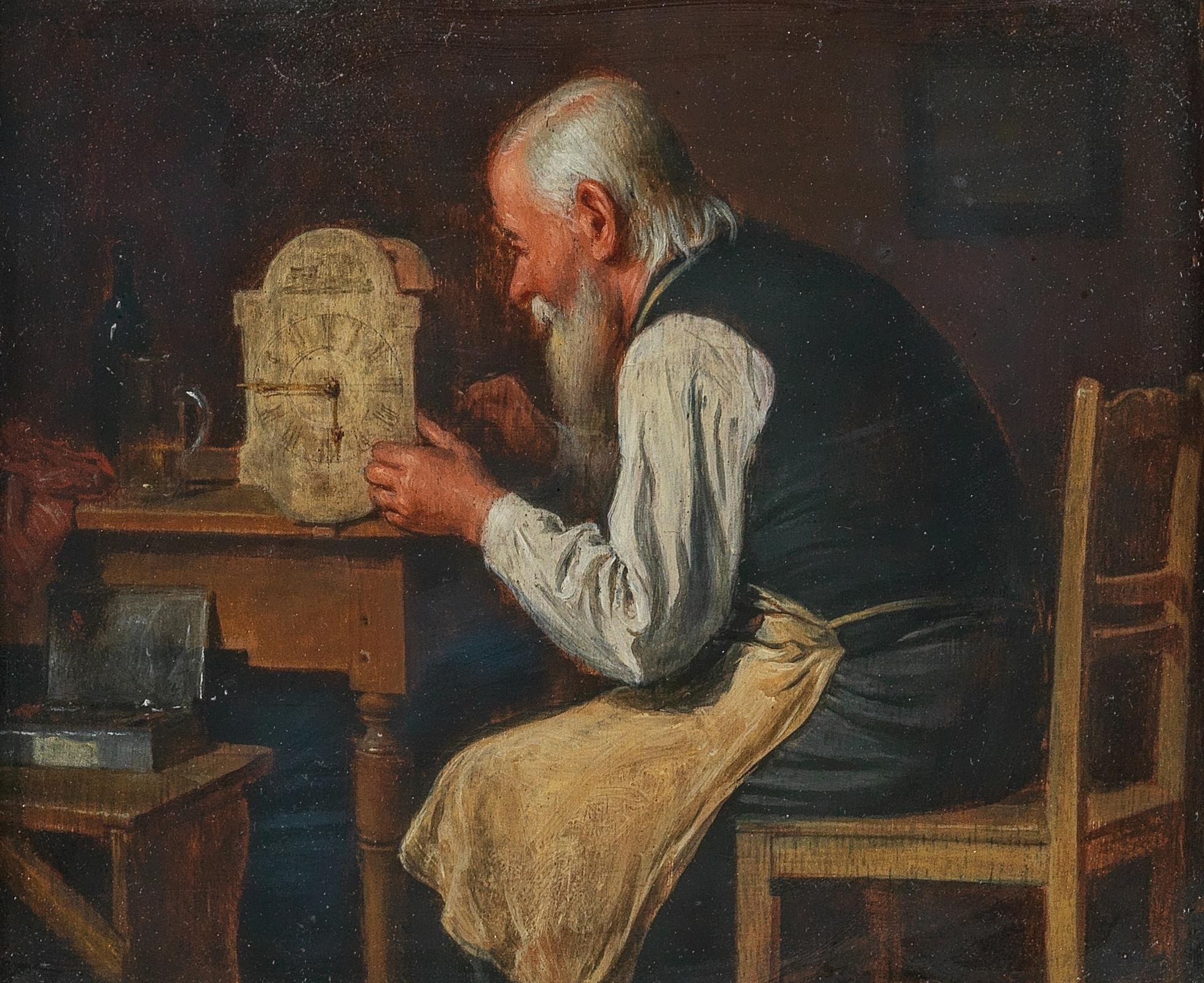
Часовщик
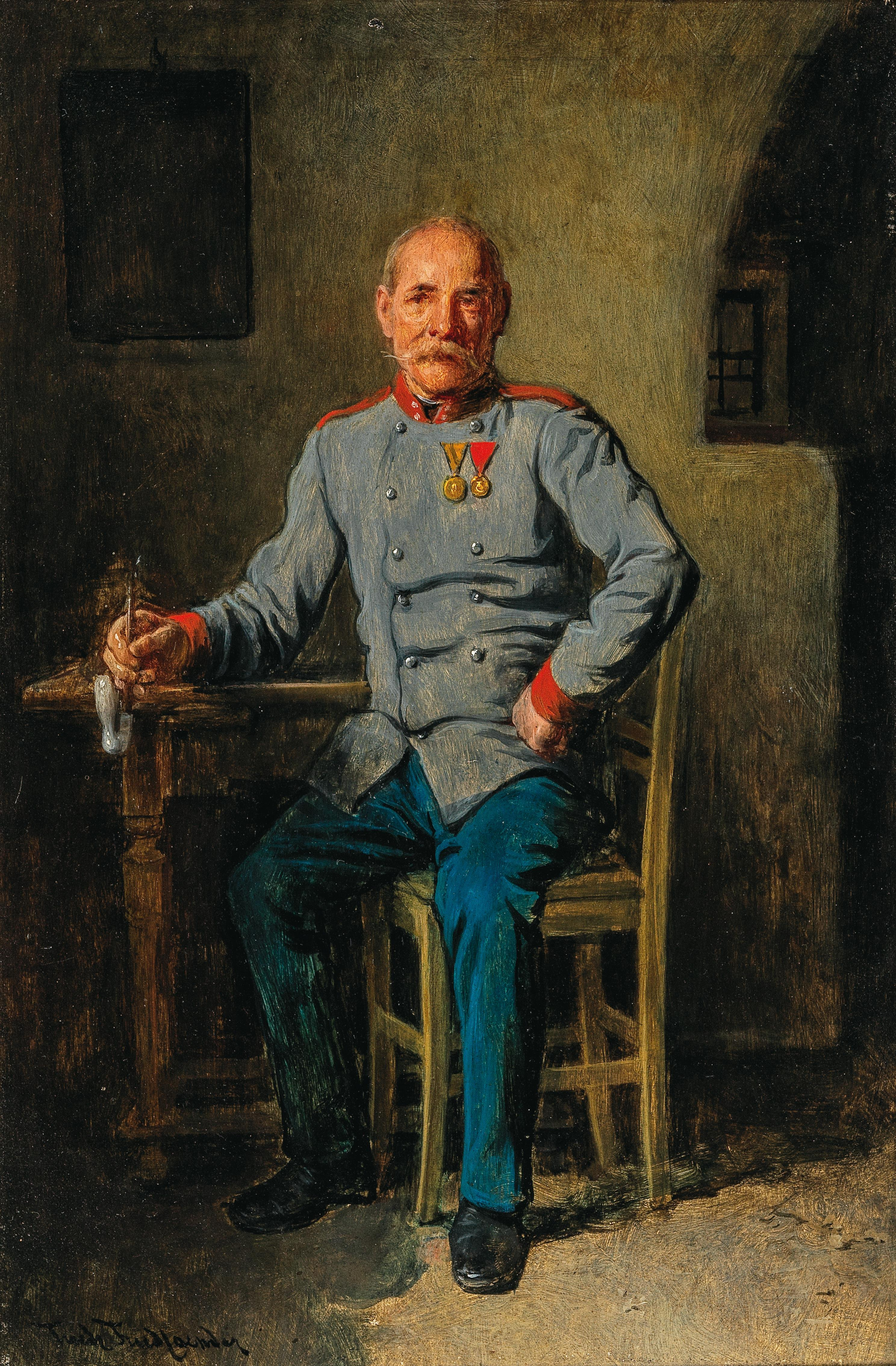
Отставной солдат
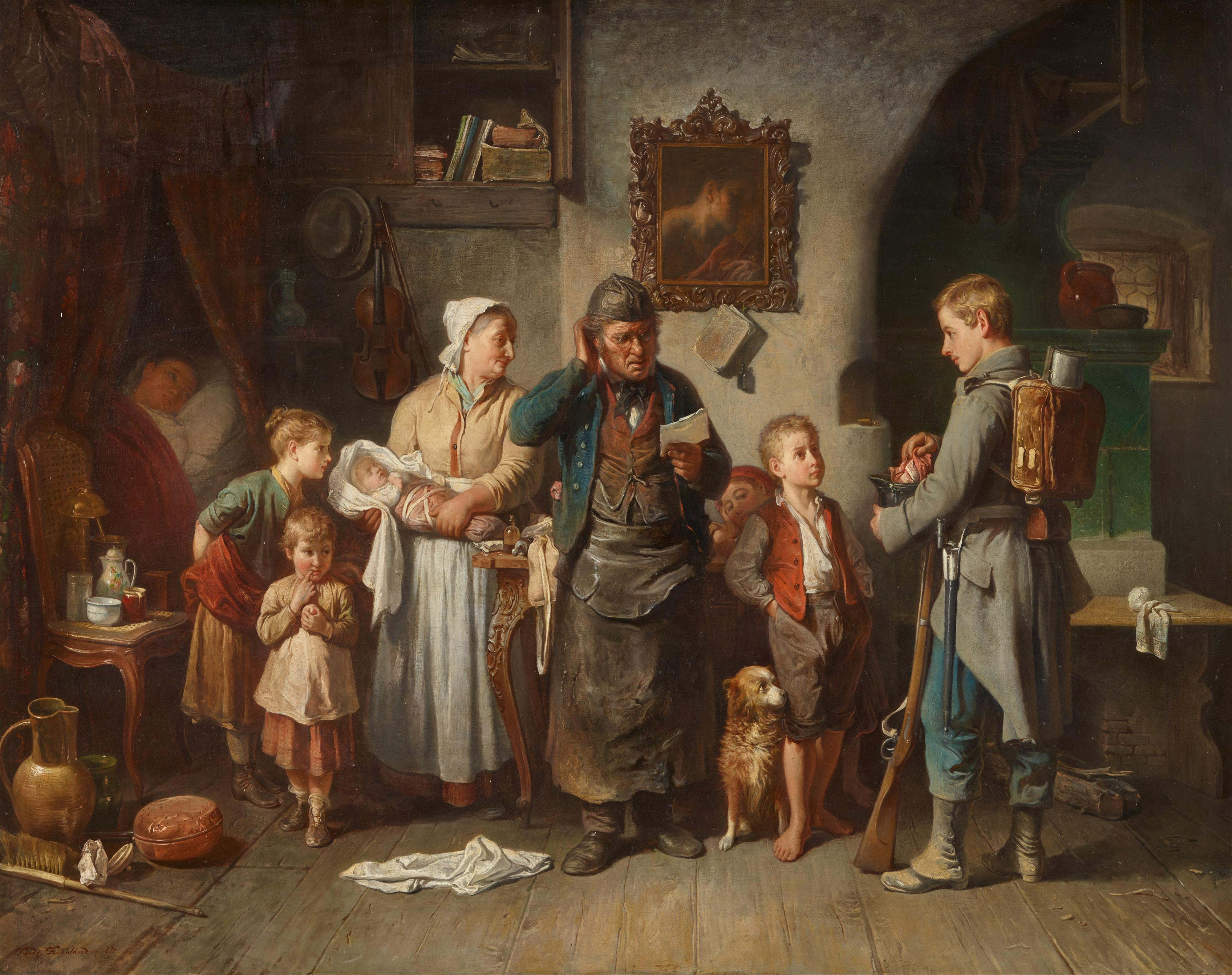
На постой
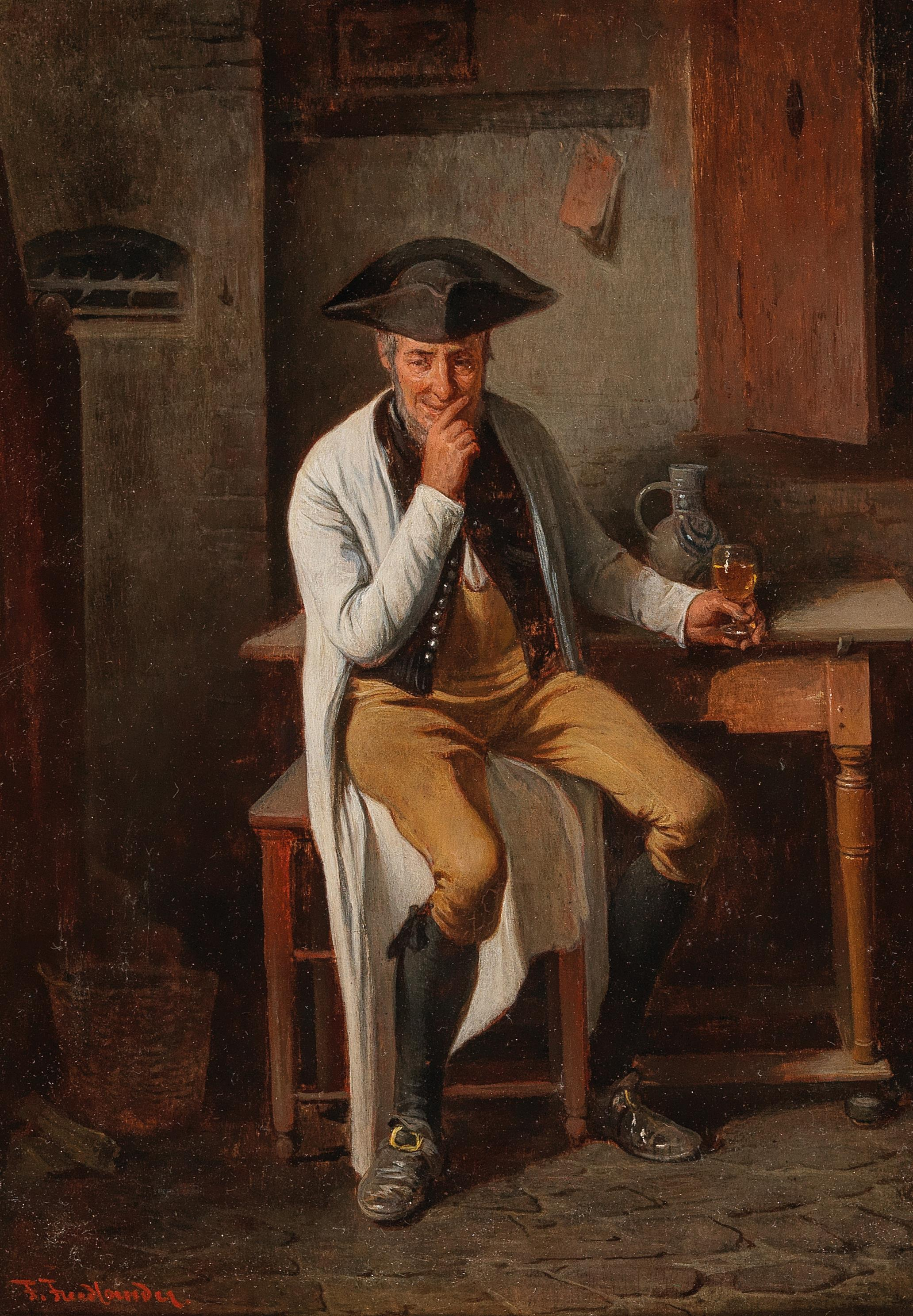
Хорошее вино
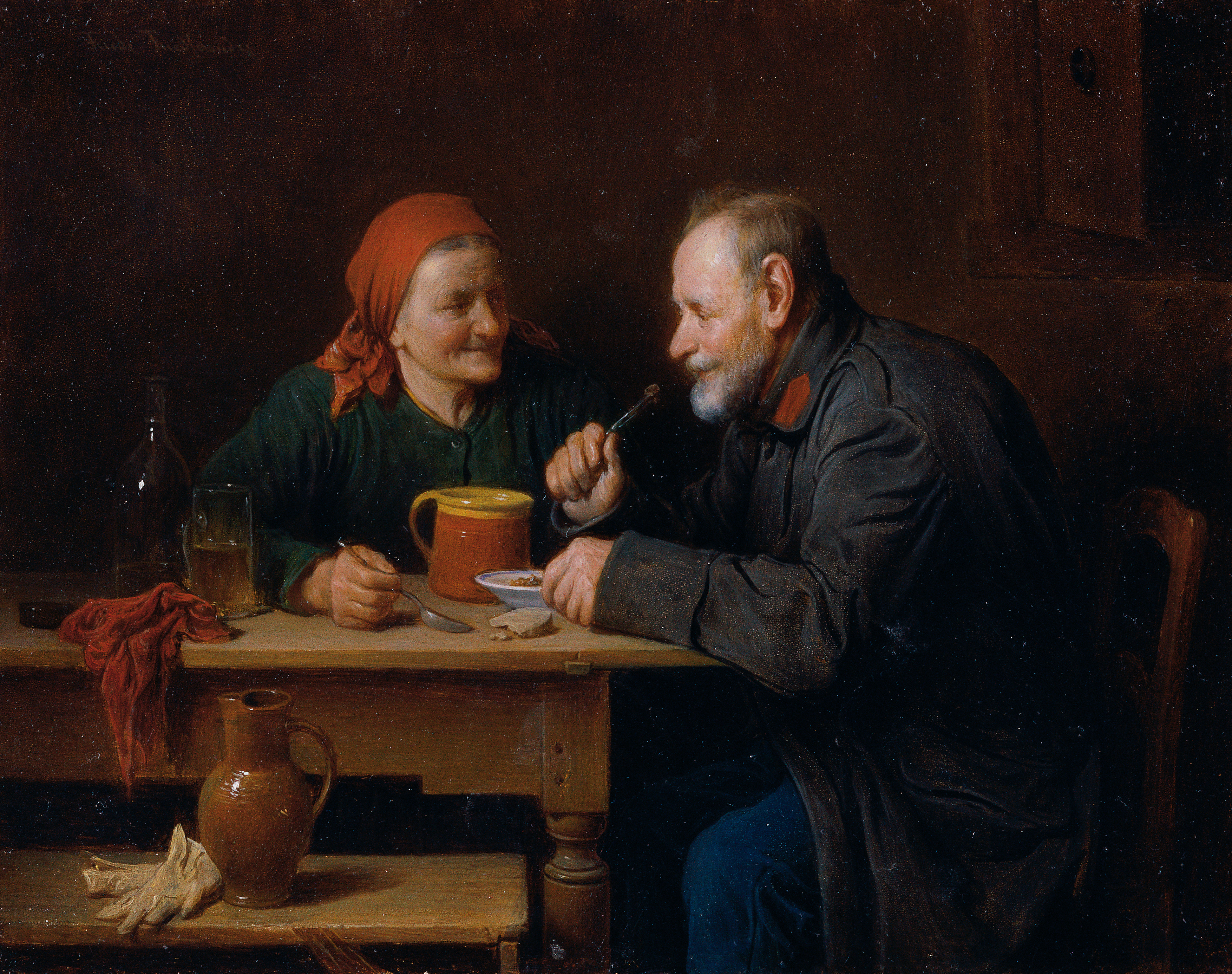
Солдаты в столовой
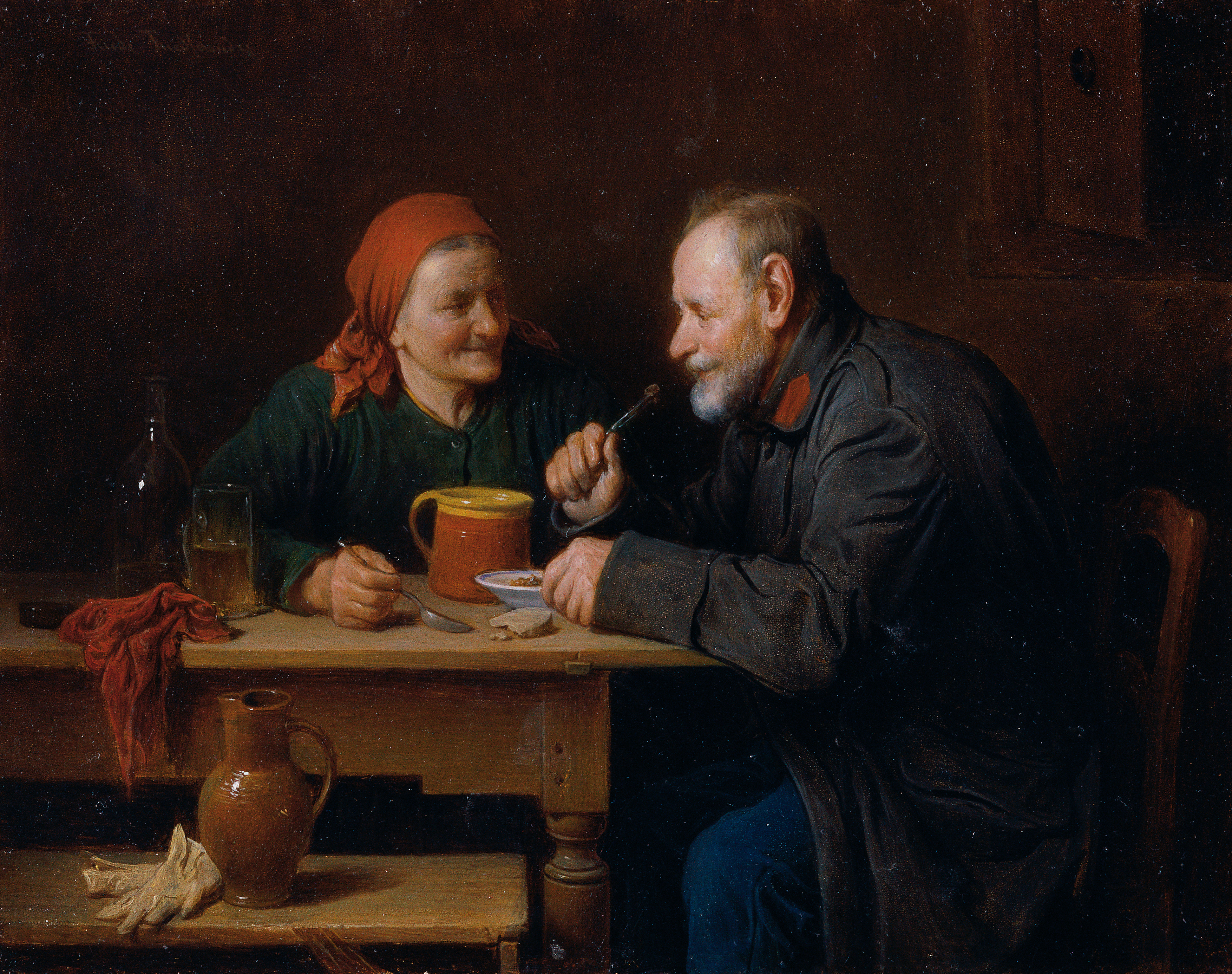
Полдник